# Ratamahatta
"Ratamahatta" je deveti singl brazilskog thrash metal sastava Sepultura s albuma Roots objavljen 1996. Također je to Sepulturin zadnji singl s frontmenom Maxom Cavalerom. To je jedna od najpoznatijih Sepulturinih pjesama i uvijek se izvodi na koncertima. Videospot stvoren je pomoću stop motion tehnike koja istražuje temu pjesme. Ovaj se video mogao naći na VHS-u We Are What We Are, dok poslije nije objavljena na DVD-u kao dio Chaos DVD-a.
Na pjesmi su gostovali Carlinhos Brown kao vokal i bubnjar Korna David Silveria na udaraljkama. To je jedna od Sepulturinih plemenskih pjesama s najviše perkusija. Singl se također može naći i na Sepulturinom koncertnom albumu Under a Pale Grey Sky.